# 제임스 던 (신학자)
제임스 던(James D.G. Dunn, 1939년 10월 21일 ~ 2020년 6월 26일)은 영국의 성서학자이며 스코틀랜드 교회의 목회자이다. E. P. 샌더스와 톰 라이트와 함께 바울에 대한 새 관점 학파이다. 그는 스코틀랜드 교회와 감리교회 본처목사이다.

## 생애와 활동
글래스고 대학교에서 석사학위를 공부했고 1968년 케임브리지 대학교에서 C. F. D. 모울밑에서 성령의 세례(The Baptism in the Holy Spirit)라는 제목으로 박사학위(Ph.D.)를 받았다. 1970년부터 1982년까지 노팅엄 대학교에서, 1982년부터 2003년 은퇴할 때까지 더럼 대학교에서 신약학을 가르쳤다. 1991년 케임브리지 대학교에서 명예 신학박사(Doctor of Divinity) 학위를 받았으며 2002년에는 세계 신약학회 회장을 맡았고 2006년 영국 학술원 회원이 되었다. 현재 더럼 대학교의 명예교수로 있다. E. P. 샌더스, 톰 라이트와 더불어 이른바 바울에 대한 새 관점을 제시한 학자로 꼽히며 역사적 예수, 바울 신학, 초기 그리스도교와 유대교 역사와 관련해 다양한 저작을 남겼다.

## 던의 샌더스 평가
던은 기독교인들이 일반적으로 유대주의는 행위로 의롭함을 얻는다고 보는데 이 견해를 수정하기 위하여 샌더스의 주장인 팔레스탄 유대주의 프로젝트를 세련되게 발전시키고 있다. 그러나 샌더스와 매우 중요한 차이점은 던은 바울의 사상에 근본적인 고수와 일관성을 인식하고 있다는 점이다. 더나가서 그는 샌더스가 이해는 칭의라는 용어의 이해를 비판하는데, 샌더스의 이해는 개인화하는 주석(individualizing exegesis)에서 어려움이 있다고 샌더스를 논박한다.

## 같이 보기
- E. P. 샌더스
- 톰 라이트
- 바울에 대한 새 관점
- 칭의
- C. F. D. 모울

## 제임스 던 저서 목록
- Baptism in the Holy Spirit in Studies in Biblical Theology Second Series.15. ( London: SCM Press, 1970)
- Jesus and the Spirit (London: SCM Press, 1975)
- The Evidence for Jesus (Philadelphia, PA: Westminster Press, 1985)
- Christology in the making: a New Testament inquiry into the origins of the doctrine of the incarnation (Philadelphia, PA: Westminster Press, 1980)
- Romans 1-8, 9-16 (Waco, TX: Word Books, 1988) 『로마서 상 1-8』(김철,채천석 옮김, 솔로몬, 2003), 『로마서 하 9-16』(김철,채천석 옮김, 솔로몬, 2005)
- Jesus, Paul, and the law: studies in Mark and Galatians (Louisville, KY: Westminster, John Knox Press, 1990)
- Unity and diversity in the New Testament: an inquiry into the character of earliest Christianity (London: SCM Press, 1990) 『신약성서의 통일성과 다양성』(김득중,이광훈 옮김, 솔로몬, 1991)
- The Partings of the Ways between Christianity and Judaism and their Significance for the Character of Christianity (London: SCM Press, 1991)
- The Epistle to Galatians (Peabody, Mass: Hendrickson Publishers, 1993)
- The justice of God: a fresh look at the old doctrine of justification by faith (Alan M.Suggate와 공저) (Grand Rapids, MI: Eerdmans, 1994)
- The Epistles to the Colossians and to Philemon: a commentary on the Greek text (Grand Rapids, MI: Eerdmans, 1996)
- The Theology of Paul the Apostle (Grand Rapids, MI: Eerdmans, 1998) 『바울신학』(박문재 옮김, 크리스천다이제스트, 2003)
- The Cambridge companion to St. Paul. Cambridge (편집) (UK: Cambridge University Press, 2003)
- Eerdmans Commentary on the Bible (John W. Rogerson과 편집) (Grand Rapids, MI: Eerdmans, 2003)
- Christianity in the Making: Vol. 1, Jesus Remembered (Grand Rapids, MI: Eerdmans, 2003) 『예수와 기독교의 기원 상,하』(차정식 옮김, 새물결플러스, 2012)
- A New Perspective On Jesus: What The Quest For The Historical Jesus Missed. Acadia Studies in Bible and Theology (Grand Rapids, MI: Baker Academic, 2005)『예수님에 관한 새 관점』(신현우 옮김, CLC, 2010)
- The New Perspective On Paul (Grand Rapids, MI: Eerdmans, 2007) 『바울에 관한 새 관점』(최현만 옮김, 에클레시아북스, 2012)
- Christianity in the Making: Vol. 2, Beginning from Jerusalem (Grand Rapids, MI: Eerdmans, 2008)
- The Living Word (second edition) (Minneapolis, MN: Fortress Press, 2009)
- Did the first Christians worship Jesus? (London - Louisville, KY: Society for promoting Christian knowledge, 2010)『첫 그리스도인들은 예수를 예배했는가?』(박규태 옮김, 좋은씨앗, 2016)
- Jesus, Paul, and the Gospels (Grand Rapids, MI: Eerdmans, 2011)
- The Oral Gospel Tradition (Grand Rapids, MI: Eerdmans, 2013)
- Christianity in the Making: Vol. 3, Neither Jew nor Greek: A Contested Identity (Grand Rapids, MI: Eerdmans, 2015)
- The Acts of the Apostles (Grand Rapids, MI: Eerdmans, 2016)
- Who was Jesus?: A Little Book Of Guidance (London: Society for promoting Christian knowledge, 2016) 『예수 - 그는 누구인가?』(양지우 옮김, 비아, 2019)
- Why believe in Jesus' Resurrection?: A Little Book Of Guidance (London: Society for promoting Christian knowledge, 2016) 『부활 - 왜 예수의 부활을 믿는가?』(김경민 옮김, 비아 (출판사), 2018)